# Hanebo socken
Hanebo socken i Hälsingland ingår sedan 1974 i Bollnäs kommun och motsvarar från 2016 Hanebo distrikt.
Socknens areal är 359,41 kvadratkilometer, varav 332,70 land. År 2000 fanns här 2 944 invånare. Tätorterna Sibo och Kilafors samt sockenkyrkan Hanebo kyrka ligger i socknen.

## Administrativ historik
Hanebo socken har medeltida ursprung. 1324 utbröts Skogs socken.

Sockenvapen

Vid kommunreformen 1862 övergick socknens ansvar för de kyrkliga frågorna till Hanebo församling och för de borgerliga frågorna bildades Hanebo landskommun. Landskommunen utökades 1952 och uppgick 1974 i Bollnäs kommun. Församlingen uppgick 2006 i Hanebo-Segersta församling.
1 januari 2016 inrättades distriktet Hanebo, med samma omfattning som församlingen hade 1999/2000.
Socknen har tillhört fögderier, tingslag och domsagor enligt vad som beskrivs i artikeln Hälsingland. De indelta soldaterna tillhörde Hälsinge regemente, Livkompaniet.

## Geografi
Hanebo socken ligger mellan Ljusnan och sjön Bergviken i norr, i söder mot Gästriklands gräns, i sydöst mot Söderhamns och Ockelbo kommun, i väster mot Bollnäs sockens gräns.  Socknen har odlingsbygd vid vattendragen och sjön och är i övrigt en kuperad skogsbygd med höjder som når drygt 400 meter över havet vid Stora Locksjöknoppen.
I byn Hårga (dial.Hôrga) vid hembygdsgården Ol-Nils startar Hälsingehambon.

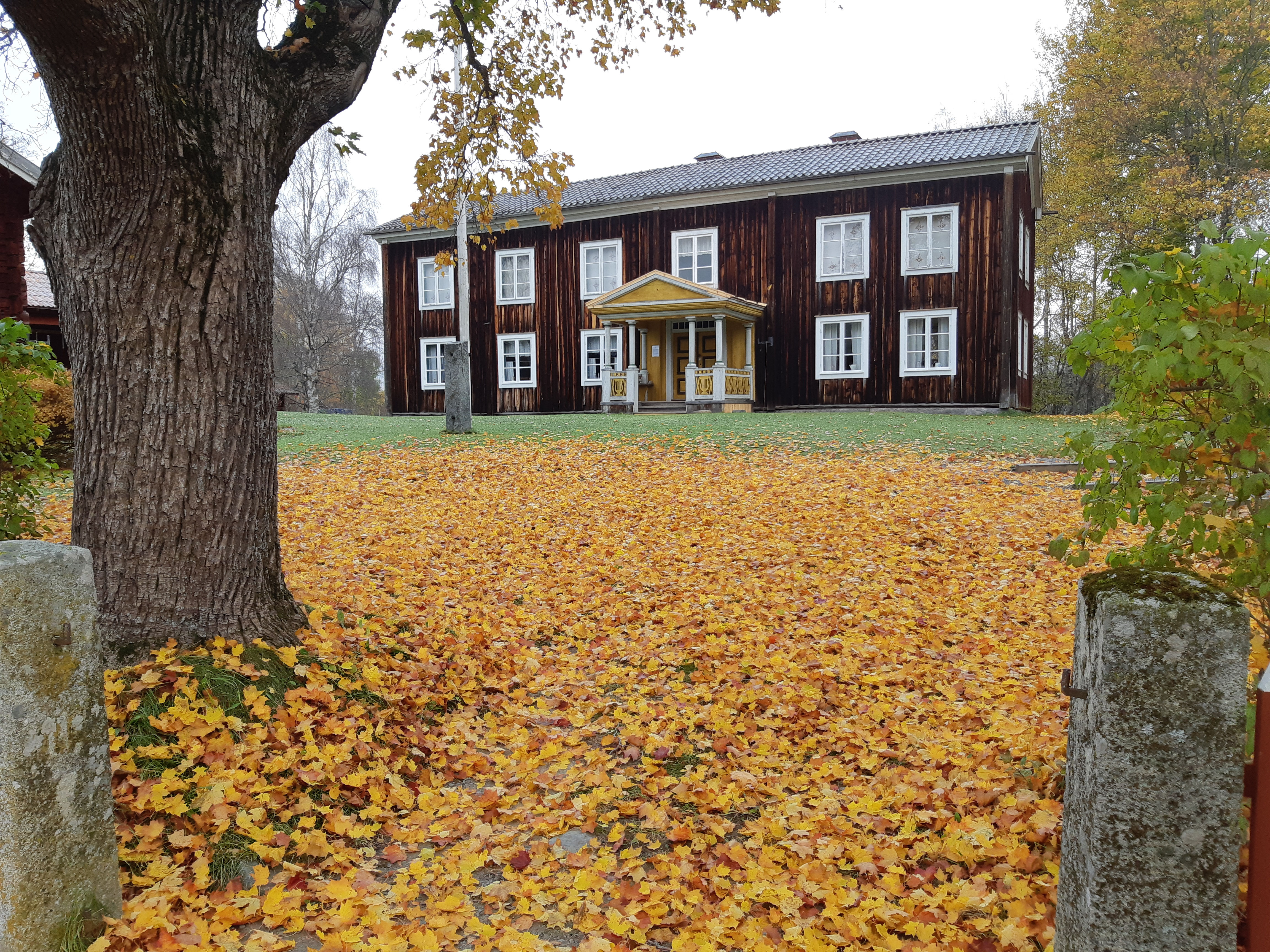
Hanebo Hembygdsgård Ol-Nils i Hårga

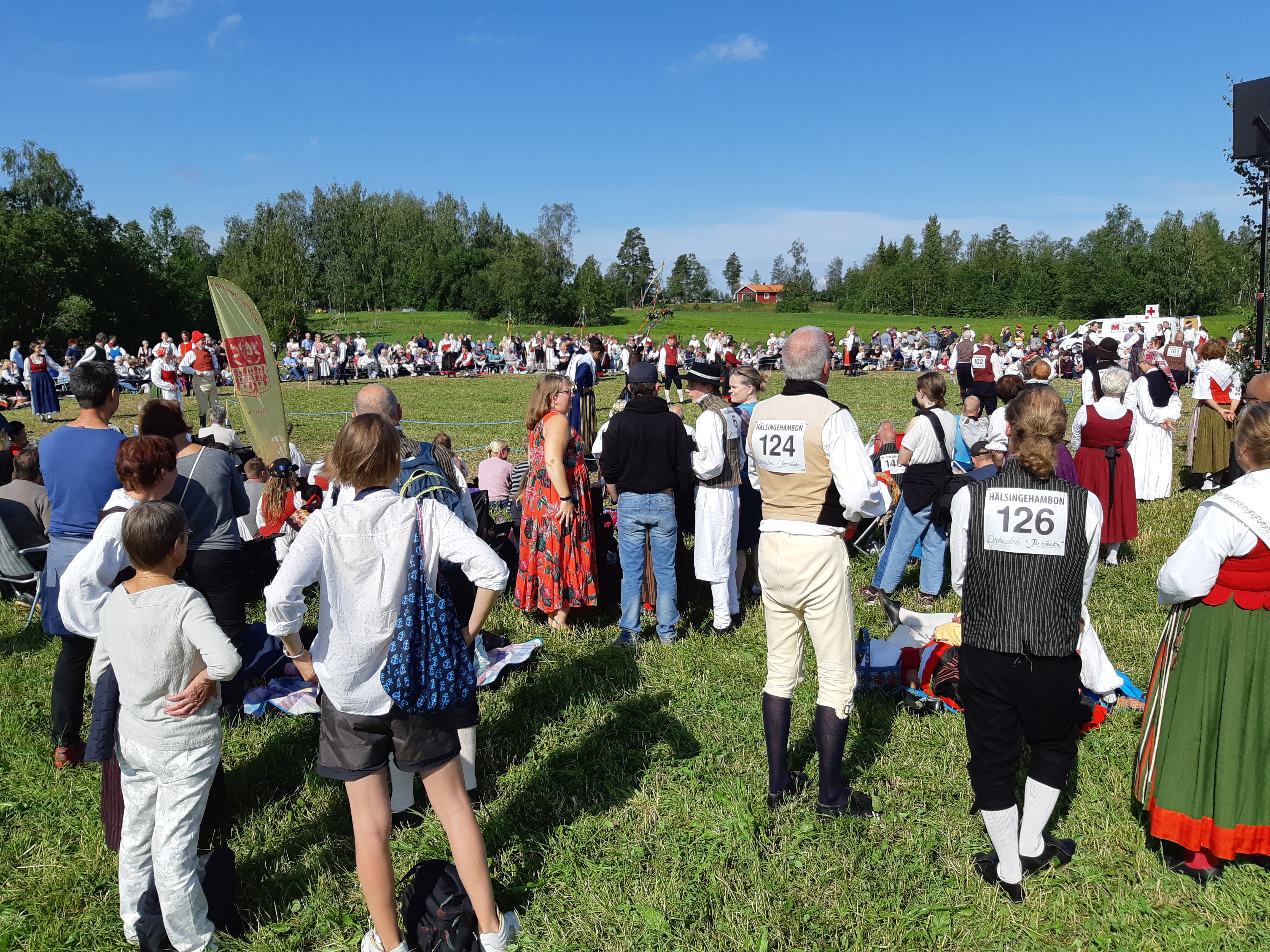
Hälsingehambo på ängen i Hårga den 13 juli 2019

## Fornlämningar
Från stenåldern finns lösfynd och järnåldern finns gravhögar.

## Namnet
Namnet (1302 Hanabo) kan innehålla förleden hane, tupp av skogsfågel' som kan ha överförts till sjöar i närheten av kyrkan, 'sjöar/tjärnar där det finns (orr) tuppar'. Efterleden är bo, 'bygd'.

## Befolkningsutveckling
| Befolkningsutvecklingen i Hanebo socken 1750–1990                                                        | Befolkningsutvecklingen i Hanebo socken 1750–1990 | Befolkningsutvecklingen i Hanebo socken 1750–1990 | Befolkningsutvecklingen i Hanebo socken 1750–1990 | Befolkningsutvecklingen i Hanebo socken 1750–1990 |
| --- | ------------------------------------------------- | ------------------------------------------------- | ------------------------------------------------- | ------------------------------------------------- |
| |                                                   |                                                   |                                                   |                                                   |
| År |                                                   |                                                   | Folkmängd                                         |                                                   |
| 1750 | 1750                                              |                                                   | 1 031                                             |                                                   |
| 1760 | 1760                                              |                                                   | 1 121                                             |                                                   |
| 1769 | 1769                                              |                                                   | 1 210                                             |                                                   |
| 1780 | 1780                                              |                                                   | 1 511                                             |                                                   |
| 1790 | 1790                                              |                                                   | 1 790                                             |                                                   |
| 1800 | 1800                                              |                                                   | 2 115                                             |                                                   |
| 1810 | 1810                                              |                                                   | 2 028                                             |                                                   |
| 1820 | 1820                                              |                                                   | 2 214                                             |                                                   |
| 1830 | 1830                                              |                                                   | 2 533                                             |                                                   |
| 1840 | 1840                                              |                                                   | 2 696                                             |                                                   |
| 1850 | 1850                                              |                                                   | 2 721                                             |                                                   |
| 1860 | 1860                                              |                                                   | 3 005                                             |                                                   |
| 1870 | 1870                                              |                                                   | 3 153                                             |                                                   |
| 1880 | 1880                                              |                                                   | 3 596                                             |                                                   |
| 1890 | 1890                                              |                                                   | 3 839                                             |                                                   |
| 1900 | 1900                                              |                                                   | 4 240                                             |                                                   |
| 1910 | 1910                                              |                                                   | 4 475                                             |                                                   |
| 1920 | 1920                                              |                                                   | 4 941                                             |                                                   |
| 1930 | 1930                                              |                                                   | 4 719                                             |                                                   |
| 1940 | 1940                                              |                                                   | 4 312                                             |                                                   |
| 1950 | 1950                                              |                                                   | 4 005                                             |                                                   |
| 1960 | 1960                                              |                                                   | 3 665                                             |                                                   |
| 1970 | 1970                                              |                                                   | 3 117                                             |                                                   |
| 1980 | 1980                                              |                                                   | 3 229                                             |                                                   |
| 1990 | 1990                                              |                                                   | 3 148                                             |                                                   |
| Anm: Källor: Umeå universitet - Tabellverket 1749-1859, Demografiska databasen, CEDAR, Umeå universitet. |                                                   |                                                   |                                                   |                                                   |